# Linea lombarda
Linea lombarda è l'espressione con cui si definisce una corrente letteraria eterogenea sviluppatasi in Lombardia e in particolare nel Milanese dalla fine del XIX secolo e fiorita durante i primi tre quarti del XX secolo.
Questo filone letterario viene così battezzato da Luciano Anceschi nella sua antologia Linea lombarda (1952), che includeva editi ed inediti di Vittorio Sereni, Roberto Rebora, Giorgio Orelli, Nelo Risi, Renzo Modesti e Luciano Erba. Successivamente venne approfondito da Dante Isella in I lombardi in rivolta (una raccolta di precedenti scritti pubblicata nel 1984). Giorgio Luzzi ha riattualizzato l'argomento pubblicando un ampio saggio nel 1987 (Poeti della Linea Lombarda 1952-1985) e un'opera antologica su 19 poeti nel 1989 (Poesia italiana 1941-1988: la via lombarda), nella quale anche il lavoro dei tre autori più giovani – Guido Oldani (1947-), Franco Buffoni (1948-) e Fabio Pusterla (1957-) – mostra tratti ancora riconducibili alla tradizione delineata da Anceschi.
La linea lombarda non è rappresentabile da un'unità stilistica, ma piuttosto da una comunanza di tematiche, ambientazioni e indole degli stessi autori, in cui si riunisce una Weltanschauung tipicamente lombarda. Vi sono pertanto rappresentati autori del Tardo Romanticismo, della Scapigliatura e vicini al Simbolismo, al Futurismo e al Realismo magico.
Si deve registrare che negli anni Cinquanta si costituì un circolo di scrittori, poeti e critici attinenti alla definenda Linea lombarda che si riunivano nel milanese «Blu Bar» in piazza Filippo Meda, fra i quali Luciano Erba, Vittorio Sereni e Piero Chiara. 

## Autori[5]

### Prima generazione
- Alessandro Manzoni (1785-1873)
- Cletto Arrighi (1828-1906)
- Camillo Boito (1836-1914)
- Iginio Ugo Tarchetti (1839-1869)
- Emilio Praga (1839-1875)
- Achille Bizzoni (1841-1904)
- Arrigo Boito (1842-1918)
- Ludovico Corio (1847-1911)
- Carlo Dossi (1849-1910)

### Seconda generazione
- Paolo Valera (1850-1926)
- Emilio De Marchi (1851-1901)
- Gian Pietro Lucini (1867-1914)
- Carlo Bertolazzi (1870-1916)
- Carlo Linati (1878-1949)
- Delio Tessa (1886-1939)
- Augusto De Angelis (1888-1944)

### Terza generazione
- Massimo Bontempelli (1878-1960)
- Alberto Savinio (1891-1952)
- Carlo Emilio Gadda (1893-1973)
- Roberto Rebora (1910-1992)
- Aldo Buzzi (1910-2009)
- Giorgio Scerbanenco (1911-1969)
- Vittorio Sereni (1913-1983)
- Piero Chiara (1913-1986)
- Luigi Santucci (1918-1999)
- Alberto Vigevani (1919-1999)

### Quarta generazione
- Giorgio Simonotti Manacorda (1915-1971)
- Giorgio Orelli (1921-2013)
- Luciano Erba (1922–2010)
- Giovanni Testori (1923-1993)
- Lento Goffi (1923-2008)
- Ottiero Ottieri (1924-2002)
- Renato Olivieri (1925-2013)
- Luciano Prada (1926-1994)
- Umberto Simonetta (1926-1998)
- Vittorio Orsenigo (1926-2025)
- Giorgio Cesarano (1928-1975)
- Giancarlo Majorino (1928-2021)
- Danilo Montaldi (1929-1975)
- Carlo Castellaneta (1930-2013)
- Franco Loi (1930-2021)
- Giovanni Raboni (1932-2004)
- Sandro Boccardi (1932-2023)
- Raffaele Crovi (1934-2007)
- Angelo Fiocchi (1935-)
- Tiziano Rossi (1935-)
- Grytzko Mascioni (1936-2003)
- Rodolfo Quadrelli (1939-1984)
- Giampiero Neri (1927-2023)
- Maurizio Cucchi (1945-)

### Quinta generazione
Nuovi autori, ormai affermati, hanno innestato nel XXI secolo, una nuova generazione di scrittori lombardi.
- Andrea Vitali (1956-)
- Alessandro Mari (1980-)
- Marco Missiroli (1981-)
- Giorgio Fontana (1981-)
- Fabio Deotto (1982-)